# Epoka e Re
Epoka e Re (albanisch für Die Neue Epoche) ist eine albanischsprachige Tageszeitung, die seit 1999 im Kosovo erscheint. Verleger ist Muhamet Mavraj, ein ehemaliger Studentenführer. Hauptredakteur ist Mal Qorraj.